# Biserica „Acoperământul Maicii Domnului” din Obileni
Biserica „Acoperământul Maicii Domnului” este o biserică amplasată în Obileni, raionul Hîncești, Republica Moldova. Este un monument arhitectural de importanță națională inclus în Registrul monumentelor Republicii Moldova ocrotite de stat cu nr. 631 (raionul Hîncești). Datează din sec. XIX.